# 維紹格魯德

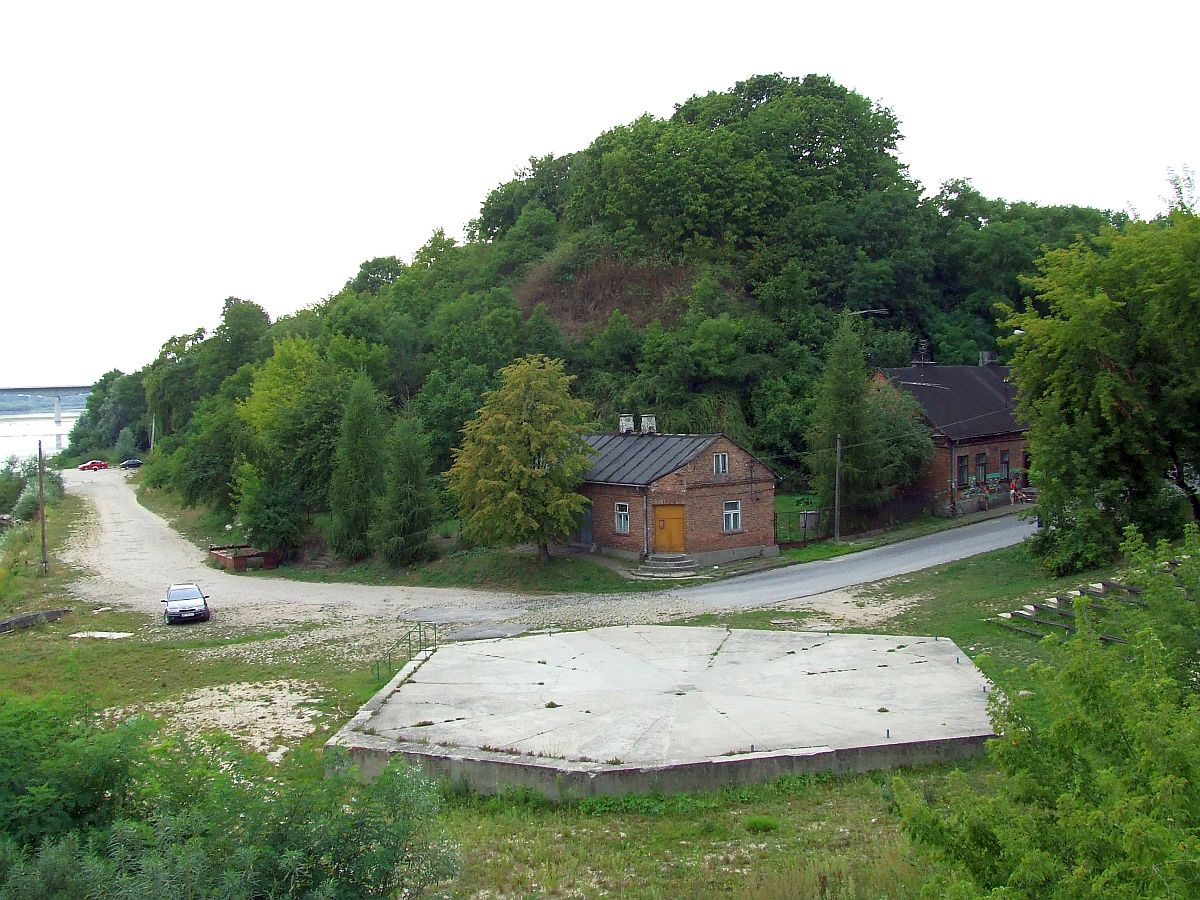

維紹格魯德是波蘭的城鎮，位於該國中部維斯瓦河畔，由馬佐夫舍省負責管轄，始建於1065年，面積13.87平方公里，2021年人口2,554。在第二次瓜分波蘭中，該鎮在1793年被納入普魯士王國管治範圍。

## 外部連結
- Official town webpage （页面存档备份，存于）
- Wyszogród  at www.jewishgen.org （页面存档备份，存于）
- Jewish Community in Wyszogród （页面存档备份，存于） on Virtual Shtetl

52°23′N 20°12′E / 52.383°N 20.200°E
1. ↑  .   [2023-04-01]. （原始内容存档于2023-04-01）.